# MII

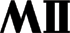
MIIのロゴ

MII（エムツー）は、松下電器がNHKと共同開発したアナログコンポーネント記録の放送業務用カセット式VTR。NHKでは プロマVTR とも呼ばれ、1985年にNHK各放送局で使用開始、1986年に発売されている。

## 使われ方
ソウルオリンピック公式記録ビデオ方式に選ばれ、NHKには大量導入された。また松下電器以外では、日本ビクターからも発売された。しかし、既にソニーのベータカム方式が世界中の放送局で事実上の標準方式となっており、その後メタルテープを採用したベータカムSPの登場で追随された事もあってNHK以外ではベータカムの牙城を崩すことはできなかった。尚、NHKは昭和期からベータカムシリーズも取材用として並行運用しており、2017年現在ベータカムの流れを汲むHDCAMシリーズで取材を行うこともある。
1991年には放送用から業務用へ路線変更され、価格を大幅に下げた新ラインナップ「MIIプロマインド」シリーズを発売して再出発。それまでS-VHSやU規格が主流だった中小プロダクションや企業、松下電器の資本が入ったケーブルテレビ局などにもアナログコンポーネントVTRが普及するきっかけを作った。松下電器はその一方で、放送業務用の後継規格としてD3-VTRを開発・発売した。
その後、ソニーからも対抗として放送用ベータカムから機能を省略して低価格化した業務用「2000PRO」シリーズが発売されている。

## 構造と規格
M規格の後継として、メタルテープを採用し高画質化を図った。テープ幅は1/2インチでベータカムや家庭用VHS、Betaと同じではあるがハーフはVHSサイズの独自設計で、先に松下電器がVHSカセットをベースとして発売した放送用VTR「M規格」（通称「Mビジョン」）とは互換性がない。ローディングメカニズムもVHS・M規格のMローディング方式を改め、より操作性に優れたU規格・Beta・ベータカムと同一のUローディング方式を採用している。
前述のように映像信号はコンポーネント方式であり、FM変調された輝度信号と時間軸圧縮されたR-Y / B-Y両色差信号はヘッドドラム上で15°差を持ったヘッドでパラレル記録される。
音声信号は長手方向に記録の2チャンネルのほかに、色差信号に重畳して記録するFM2チャンネルと、長手方向に記録の2チャンネルのうち1チャンネルを犠牲にデジタル記録する方式が存在している。
- シリンダ直径：76mm
- シリンダ回転数：30rps

テープパターンは上端より
- オーディオチャンネル1
- オーディオチャンネル2
- ビデオトラック（262.5H）
- コントロールトラック
- タイムコードトラック

## ギャラリー

MIIの製品例
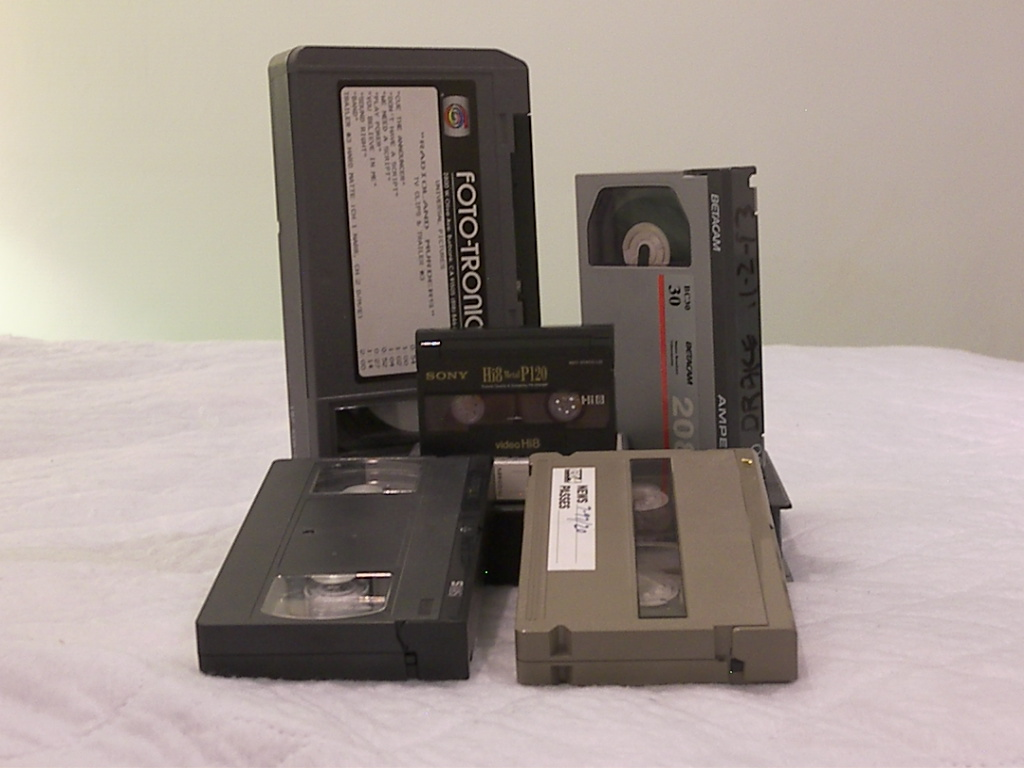
S-VHS、MIIカセットと他の共通フォーマットとの比較
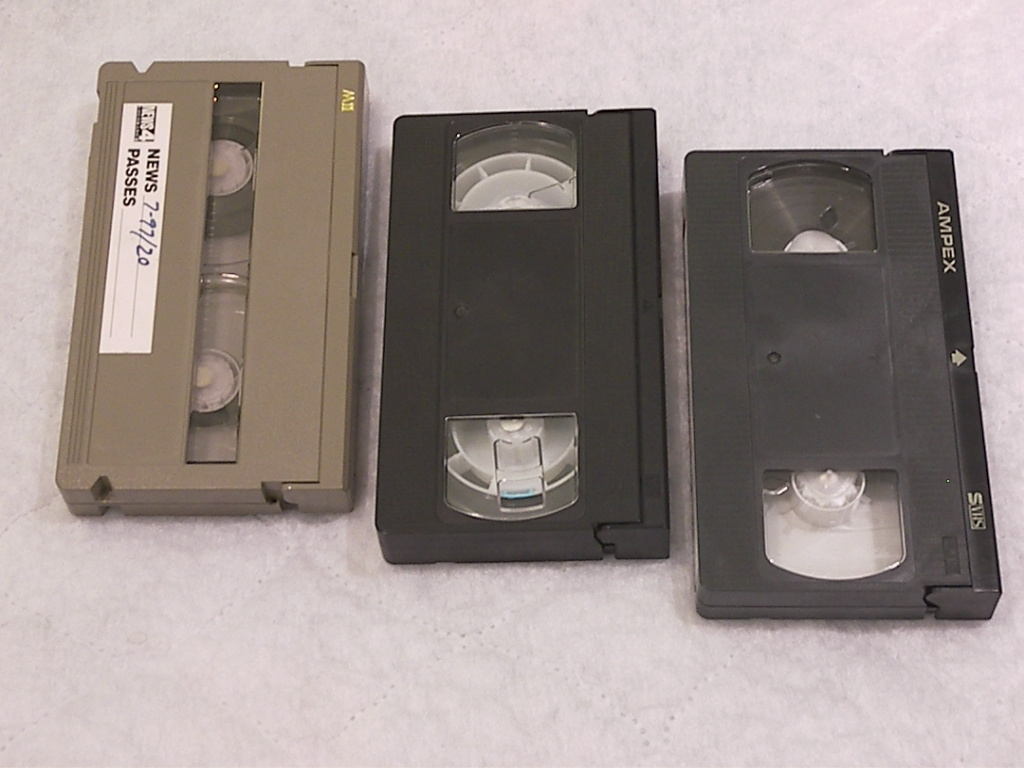
MII、VHS、および S-VHS カセットの表面の比較
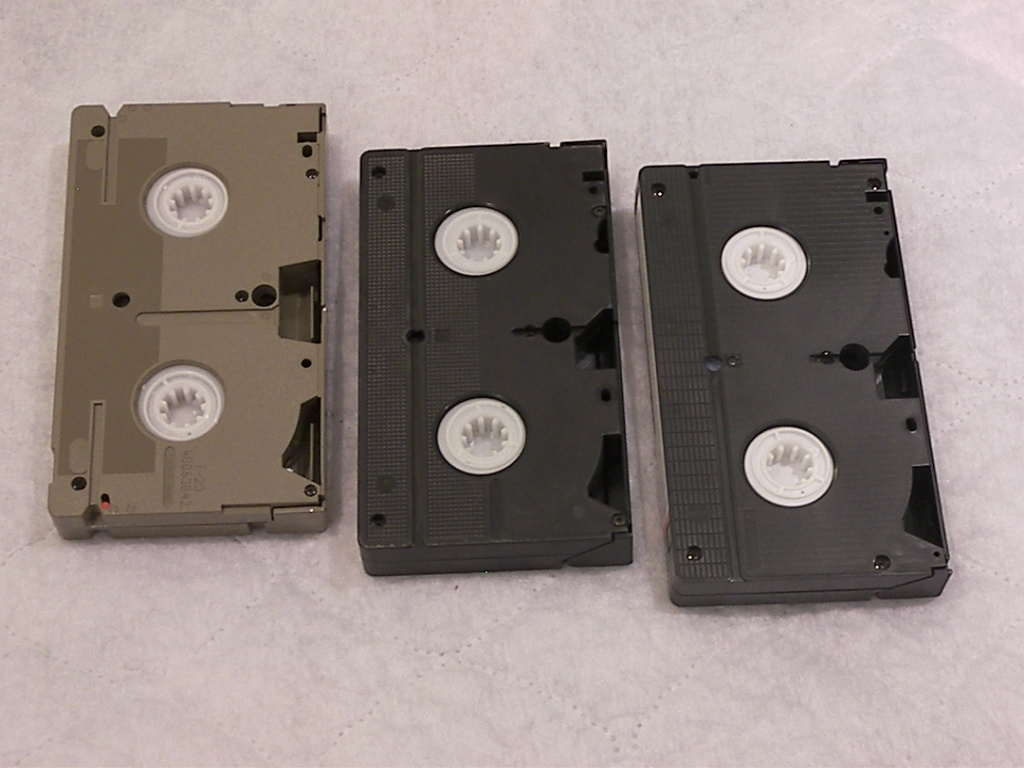
MII、VHS、および S-VHS カセットの裏面の比較
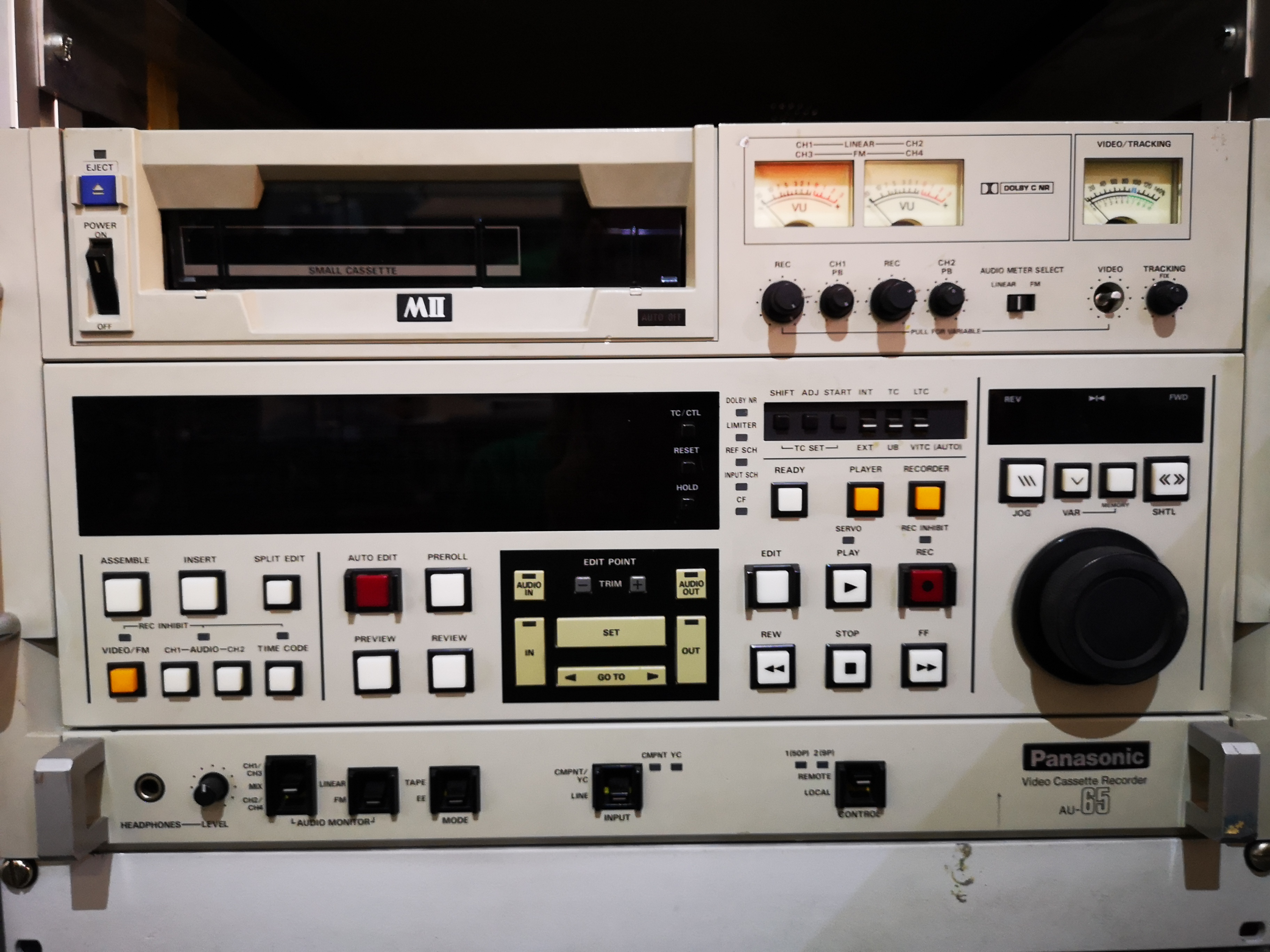
AU-65-P VCR 正面
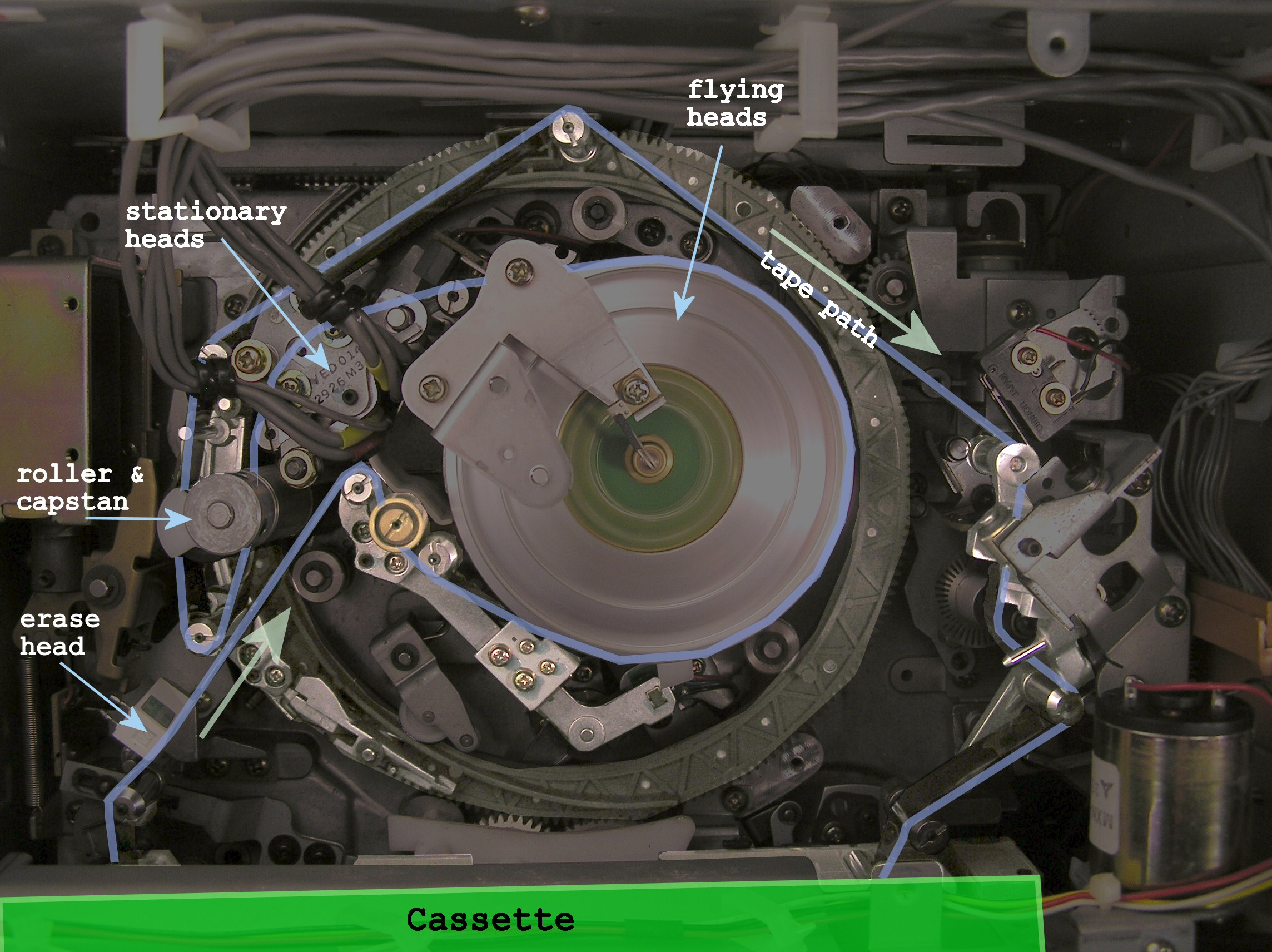
AU-65-P VCR MIIテープ再生中のローディング機構